# Лу Цзя
Лу Цзя (陸賈) (вторая половина III в. до н. э. — начало II в. до н. э.) — древнекитайский философ, историк, литератор эпохи Хань. Один из соратников основателя династии Западная Хань Лю Бана (Гао-цзу) (206—195 гг. до н. э.). Происходил из южного царства Чу. Лу Цзя автор состоящего из 12 глав сочинения «Синь юй» («Новые речи»). Сочинение было создано, чтобы предложить новой династии способы управления, позволяющие избежать судьбы династии Цинь. Другое сочинение Лу Цзя «Чу Хань чунь цю» («Весны и осени царств Чу и Хань») явилось одним из источников «Ши цзи» Сыма Цяня. Жизнеописание Лу Цзя содержится в главе 97 «Ши цзи».

## Свидетельства о жизни и учении
- Кит. 陸賈者，楚人也。以客從高祖定天下，名為有口辯士，居左右，常使諸侯。
- Лу Цзя был чусцем. В качестве бинькэ он сопровождал Гао-цзу, [когда тот] покорял Поднебесную. Прославившись своим умением говорить и спорить с другими ораторами, он находился среди приближенных императора и нередко ездил послом к чжухоу.

Сыма Цянь Ши цзи. Глава 97. Жизнеописание Ли-шэна и Лу Цзя.

## Мировоззрение

### Критика политики династии Цинь
Лу Цзя рассматривал падение династии Цинь как следствие её негибкой и жестокой политики, которую он подвергал резкой критике. В своём произведении «Синь юй» («Новые речи») он писал, что циньские правители больше всего полагались на наказания, а не на добродетель как средство управления государством. Это, по его мнению, вызывало недовольство народа и в итоге привело к краху империи. Лу Цзя рассматривал историю Цинь как предостережение для будущих правителей. Он считал идеальным гуманного правителя, для которого важны долг, ритуал, мораль и умеренное вмешательство в дела народа. Эти идеи стали основой раннеконфуцианского взгляда на власть в эпоху Хань.

## Сочинения
- Синь юй. Главы 1,4,8,10. Вступительная статья и перевод Е. П. Синицына // Древнекитайская философия. Эпоха Хань. М., 1990. C.79-90. ISBN 5-02-016490-9